# Hieronim Kowalski
Hieronim Kowalski, ps. Franek (ur. 1 maja 1933 we Włocławku, zm. 23 lutego 2022) – polski pilot i instruktor lotniczy i szybowcowy.

## Życiorys
W czasie II wojny światowej trafił do podsandomierskiej wsi pod opiekę chłopskiej rodziny. W styczniu 1945 został ranny, trafił pod opiekę żołnierzy radzieckich i pod pseudonimem Franek został przeniesiony do 6 Batalionu Pontonowo-Mostowego, po czym w marcu 1945 przeszedł do polskiego 6 Batalionu Saperów, z którym dotarł do Berlina, gdzie jako łącznik dostarczał meldunki do będących pod ostrzałem oddziałów. W wieku 12 lat otrzymał stopień kaprala. Po wcieleniu 6 Batalionu Saperów do 1 Pułku Saperów trafił wraz z batalionem do Włocławka, a w 1946 uzyskał przeniesienie do 1 Pułku Lotnictwa Myśliwskiego w Warszawie. W 1950 odbył szkolenie szybowcowe w szkole szybowcowej w Malborku, a rok później kurs samolotowy w Aeroklubie Warszawskim. Po maturze ukończonej w 1953, trzy lata później ukończył w stopniu podporucznika-pilota Oficerską Szkołę Lotniczą nr 5. Następnie przynależał do 62 Pułku Lotnictwa Myśliwskiego w Poznaniu, w którym był pilotem, następnie był dowódcą klucza i dowódcą eskadry, a zakończył karierę na stanowisku starszego instruktora.
Odznaczony między innymi Krzyżem Kawalerskim Orderu Odrodzenia Polski, Złotym Krzyżem Zasługi, Złotym Medalem „Za zasługi dla obronności kraju” oraz Medalem za Odrę, Nysę, Bałtyk.
W latach 1967–1998 związany z Aeroklubem Poznańskim, którego od 2005 jest członkiem honorowym. W uznaniu za wieloletnią działalność instruktorską, w 2009 otrzymał Nagrodę Dedala przyznaną przez Kapitułę Wyróżnienia Honorowego im. Dedala. W 2019 został członkiem honorowym Aeroklubu Polskiego. W 2021 otrzymał od Rady Miasta Poznania odznaczenie „Zasłużony dla Miasta Poznania” w uznaniu „dla zasług w popularyzacji lotnictwa sportowego i wojskowego oraz osiągnięć w szkoleniu kolejnych pokoleń pilotów”.